# رودخانه فلای
رودخانه فلای (به لاتین: Fly River) یک رود در پاپوآ گینه نو است که در استان غربی (پاپوآ گینه نو) واقع شده‌است.
رودخانه فلای، با طول ۱٬۰۵۰ کیلومتر (۶۵۰ مایل)، دومین رودخانه طولانی در پاپوآ گینه نو، بعد از سپیک است. از نظر میزان دبی، فلای بزرگترین رودخانه اقیانوسیه است، بزرگترین در جهان بدون سد واحد در حوضه آبریز خود، و به‌طور کلی بیست و پنجمین رودخانه اصلی جهان می‌باشد. در دامنه ویکتور امانوئل از کوه‌های استار سرچشمه می‌گیرد و قبل از جاری شدن در خلیج پاپوآ در یک دلتای بزرگ، از ارتفاعات جنوب غربی عبور می‌کند.